# Futbol Club Barcelona 1974-1975
Questa voce raccoglie le informazioni riguardanti il Futbol Club Barcelona nelle competizioni ufficiali della stagione 1974-1975.

## Rosa
| N. |                        | Ruolo | Calciatore                      |
| -- | ---------------------- | ----- | ------------------------------- |
|    | Spagna (bandiera)      | P     | Salvador Sadurní                |
|    | Spagna (bandiera)      | P     | Pere Valentí Mora               |
|    | Spagna (bandiera)      | D     | Antonio de la Cruz              |
|    | Spagna (bandiera)      | D     | Migueli                         |
|    | Spagna (bandiera)      | D     | Quique Costas                   |
|    | Spagna (bandiera)      | D     | Joaquim Rifé                    |
|    | Brasile (bandiera)     | D     | Marinho Peres                   |
|    | Spagna (bandiera)      | D     | Gallego                         |
|    | Spagna (bandiera)      | D     | Antoni Torres                   |
|    | Spagna (bandiera)      | D     | José Joaquín Albaladejo Gisbert |
|    | Spagna (bandiera)      | D     | Manuel Tomé Portela             |
|    | Paesi Bassi (bandiera) | C     | Johan Neeskens                  |

| N. |                        | Ruolo | Calciatore                   |
| -- | ---------------------- | ----- | ---------------------------- |
|    | Spagna (bandiera)      | C     | Juan Manuel Asensi           |
|    | Spagna (bandiera)      | C     | Marcial                      |
|    | Spagna (bandiera)      | C     | Juan Carlos Pérez López      |
|    | Spagna (bandiera)      | C     | Narcís Martí Filosia         |
|    | Spagna (bandiera)      | C     | José Cirilo Macizo Cañadas   |
|    | Paesi Bassi (bandiera) | A     | Johan Cruijff                |
|    | Spagna (bandiera)      | A     | Carles Rexach                |
|    | Spagna (bandiera)      | A     | Manuel Clarés                |
|    | Argentina (bandiera)   | A     | Juan Carlos Heredia          |
|    | Argentina (bandiera)   | A     | Bernardo Cos                 |
|    | Spagna (bandiera)      | A     | Josep Maria Pérez Boixaderas |
|    | Perù (bandiera)        | A     | Pedro Aicart                 |